# Кубок СССР по лыжным гонкам 1980
12-й Кубок СССР по лыжным гонкам проводился в Красногорске (РСФСР) с 28 по 30 января 1980 года. Соревнования проводились по четырём дисциплинам — гонки на 15 и 50 км (мужчины), гонки на 5 и 10 км (женщины).

### Мужчины
|                                                            | Золото                                              | Серебро                                               | Бронза                                                  |
| ---------------------------------------------------------- | --------------------------------------------------- | ----------------------------------------------------- | ------------------------------------------------------- |
| Гонка на 15 км (28 января). 49 участников, 48 финишировало | Бажуков Николай 40.15,21 Вооружённые Силы Сыктывкар | Чайко Александр 40.24,40 «Труд» Москва                | Рочев Василий 40.31,52 «Динамо» Сыктывкар               |
| Гонка на 50 км (30 января). 45 участников, 33 финишировало | Рочев Василий 2:21.11,86 «Динамо» Сыктывкар         | Бажуков Николай 2:22.11,02 Вооружённые Силы Сыктывкар | Зимятов Николай 2:22.38,12 «Спартак» Московская область |

### Женщины
|                                                          | Золото                                          | Серебро                                 | Бронза                                   |
| -------------------------------------------------------- | ----------------------------------------------- | --------------------------------------- | ---------------------------------------- |
| Гонка на 5 км (28 января). 39 участниц, 38 финишировало  | Сметанина Раиса 15.43,22 Сельские ДСО Сыктывкар | Рочева Нина 15.43,99 «Динамо» Сыктывкар | Балдычева Нина 15.45,95 «Труд» Ленинград |
| Гонка на 10 км (30 января). 36 участниц, 34 финишировало | Сметанина Раиса 30.12,57 Сельские ДСО Сыктывкар | Суслова Ираида 30.30,02 «Труд» Тольятти | Кулакова Галина 30.42,10 «Труд» Ижевск   |

## Личные результаты
Мужчины
Гонка на 15 км
Температура воздуха −19 °C, сумма перепадов высот 510 м.
| Место | Спортсмен          | Спортивное общество, регион         | Время    |
| ----- | ------------------ | ----------------------------------- | -------- |
| 1.    | Николай Бажуков    | Вооружённые Силы Сыктывкар          | 40.15,21 |
| 2.    | Александр Чайко    | «Труд» Москва                       | 40.24,40 |
| 3.    | Василий Рочев      | «Динамо» Сыктывкар                  | 40.31,52 |
| 4.    | Владимир Лукьянов  | «Динамо» Москва                     | 40.37,53 |
| 5.    | Николай Зимятов    | «Спартак» Московская область        | 40.40,39 |
| 6.    | Юрий Вахрушев      | Вооружённые Силы                    | 41.11,52 |
| 7.    | Евгений Беляев     | «Труд» Ленинград                    | 41.25,62 |
| 8.    | Сергей Тишков      | «Трудовые резервы» Кокчетав         | 41.29,30 |
| 9.    | Сергей Савельев    | Вооружённые Силы Москва             | 41.35,35 |
| 10.   | Александр Завьялов | Вооружённые Силы Московская область | 41.36,97 |
| 11.   | Виктор Шнайдер     | Вооружённые Силы                    | 41.42,09 |
| 12.   | Александр Кутукин  | «Спартак» Московская область        | 41.52,04 |

Гонка на 50 км
Температура воздуха −18 °C, сумма перепадов высот 1410 м.
| Место | Спортсмен          | Спортивное общество, регион         | Время      |
| ----- | ------------------ | ----------------------------------- | ---------- |
| 1.    | Василий Рочев      | «Динамо» Сыктывкар                  | 2:21.11,86 |
| 2.    | Николай Бажуков    | Вооружённые Силы Сыктывкар          | 2:22.11,02 |
| 3.    | Николай Зимятов    | «Спартак» Московская область        | 2:22.38,12 |
| 4.    | Евгений Беляев     | «Труд» Ленинград                    | 2:23.14,37 |
| 5.    | Виктор Шнайдер     | Вооружённые Силы                    | 2:23.29,79 |
| 6.    | Александр Завьялов | Вооружённые Силы Московская область | 2:23.40,93 |
| 7.    | Сергей Савельев    | Вооружённые Силы Москва             | 2:23.58,90 |
| 8.    | Алексей Верещагин  | «Динамо» Ленинград                  | 2:24.45,67 |
| 9.    | Владимир Лукьянов  | «Динамо» Москва                     | 2:24.58,09 |
| 10.   | Юрий Вахрушев      | Вооружённые Силы                    | 2:25.58,49 |
| 11.   | Анатолий Иванов    | «Труд»                              | 2:26.23,00 |
| 12.   | Владимир Кузнецов  | «Динамо» Ленинград                  | 2:26.28,37 |

Женщины
Гонка на 5 км
Температура воздуха −19 °C, сумма перепадов высот 195 м.
| Место | Спортсменка     | Спортивное общество, регион | Время    |
| ----- | --------------- | --------------------------- | -------- |
| 1.    | Раиса Сметанина | Сельские ДСО Сыктывкар      | 15.43,22 |
| 2.    | Нина Рочева     | «Динамо» Сыктывкар          | 15.43,99 |
| 3.    | Нина Балдычева  | «Труд» Ленинград            | 15.45,95 |
| 4.    | Любовь Зыкова   | «Труд» Челябинск            | 15.53,28 |
| 5.    | Галина Кулакова | «Труд» Ижевск               | 15.56,23 |
| 6.    | Ираида Суслова  | «Труд» Тольятти             | 16.07,89 |
| 7.    | Раиса Хворова   | «Динамо» Ленинград          | 16.10,74 |
| 8.    | Галина Юрасова  | «Динамо» Москва             | 16.14,39 |
| 9.    | Анна Карась     | «Динамо» Хабаровск          | 16.18,27 |
| 10.   | Любовь Лядова   | Вооружённые Силы Москва     | 16.22,84 |
| 11.   | Н. Нестерова    | Вооружённые Силы            | 16.25,10 |
| 12.   | Зинаида Амосова | «Труд» Свердловск           | 16.25,91 |

Гонка на 10 км
Температура воздуха −18 °C, сумма перепадов высот 410 м.
| Место | Спортсменка       | Спортивное общество, регион | Время    |
| ----- | ----------------- | --------------------------- | -------- |
| 1.    | Раиса Сметанина   | Сельские ДСО Сыктывкар      | 30.12,57 |
| 2.    | Ираида Суслова    | «Труд» Тольятти             | 30.30,02 |
| 3.    | Галина Кулакова   | «Труд» Ижевск               | 30.42,10 |
| 4.    | Нина Балдычева    | «Труд» Ленинград            | 30.45,14 |
| 5.    | Нина Рочева       | «Динамо» Сыктывкар          | 30.51,19 |
| 6.    | Галина Юрасова    | «Динамо» Москва             | 30.58,92 |
| 7.    | Зинаида Амосова   | «Труд» Свердловск           | 31.09,32 |
| 8.    | Любовь Зыкова     | «Труд» Челябинск            | 31.12,51 |
| 9.    | Раиса Хворова     | «Динамо» Ленинград          | 31.14,58 |
| 10.   | Любовь Лядова     | Вооружённые Силы Москва     | 31.28,74 |
| 11.   | Н. Нестерова      | Вооружённые Силы            | 31.34,46 |
| 12.   | Надежда Шеболкина | Вооружённые Силы            | 31.48,19 |